# Hemilamprops diversus
Hemilamprops diversus är en kräftdjursart som beskrevs av Hale 1946. Hemilamprops diversus ingår i släktet Hemilamprops och familjen Lampropidae. Inga underarter finns listade i Catalogue of Life.